# Збручанський гідрологічний заказник
Збруча́нський зака́зник — гідрологічний заказник місцевого значення в Україні. Розташований між селами Дорофіївка, Воробіївка та Скорики Тернопільського району Тернопільської області, а також Вочківці Волочиського району Хмельницької області, в межах західної частини штучно створеного ставу, що в долині річок Збруч та Самчик.
Площа — 160 га. Створений відповідно до рішення Тернопільської обласної ради від 25 квітня 1996 року, № 90, зі змінами, затвердженими рішенням тієї ж ради від 27 квітня 2001 року, № 238. Перебуває у віданні сільський рад: Скориківська — 27,0 га, Дорофіївська — 31,0 га, Воробіївська — 102,0 га.
Під охороною — став, що виконує водорегулюючу і стабілізуючу роль для поверхневих та підземних вод, підтримує водний баланс річки Збруч. Водяться різні види риб, а також водоплавні птахи.
Станом на 2015 рік береги водойми в межах заказника дуже засмічені, природоохоронні знаки відсутні.